# Edzard Jacob Bosch van Rosenthal
Edzard Jacob Bosch ridder van Rosenthal (Dordrecht, 27 mei 1892 - Almen, 2 april 1945) was een Nederlands verzetsstrijder tijdens de Tweede Wereldoorlog.

## Levensloop
Dr. ir. E.J. Bosch ridder van Rosenthal, telg uit het geslacht Van Rosenthal, was watergraaf van het Waterschap De Berkel. Zijn betrokkenheid bij het verzet had tot gevolg dat hij werd opgepakt in december 1944. Hij werd gevangengezet en op transport gesteld naar Duitsland. Hij wist onderweg te ontsnappen en bleef daarna op diverse adressen ondergedoken tot aan het eind van de oorlog. 
Op 1 april 1945 verlieten Van Rosenthal en zijn verzetsvriend W.A. van der Wall Bake het landgoed "Het Onstein", waar zij ondergedoken zaten. Wat er daarna gebeurde is een raadsel. Op zoek naar zijn zoon Frans werd hij op 2 april 1945 in Almen bij de Spitholterbrug dodelijk getroffen door een onbekende kogel. Die ochtend vond zijn zoon zijn vader dood; beroofd van papieren, trouwring en horloge.

## Eerblijken
Postuum werd Van Rosenthal per Koninklijk Besluit op 25 juli 1952 het Verzetskruis verleend. Het werd uitgereikt aan zijn weduwe Gertrude van Hasselt (1897-1991). Ook kreeg hij later postuum het Verzetsherdenkingskruis. 
Ter herinnering aan hem is een gedenksteen in de voorgevel van Huis Den Dam - zijn woonhuis - aangebracht.